# Палладий (Шерстенников)
Митрополит Палладий (в миру Па́вел Алекса́ндрович Шерсте́нников; 5 [17] апреля 1896, Большой Рой, Вятская губерния — 23 апреля 1976, Орёл) — епископ Русской православной церкви, митрополит Орловский и Брянский.

## Биография
Родился в селе Большой Рой в семье священника. Брат священника Анатолия Шерстенникова (1887—1946) и профессора Николая Шерстенникова.
В 1917 году окончил Вятскую духовную семинарию и поступил в Казанскую духовную академию.
В том же году был призван в армию.
В 1918 году по возвращении из армии был псаломщиком в Вятской епархии.
В 1920 году возобновил занятия богословием, а затем поступил на медицинский факультет Казанского университета.
21 ноября 1921 года викарием Казанской епархии епископом Чебоксарским Афанасием (Малининым) был рукоположён в сан диакона и назначен клириком Благовещенского кафедрального собора Казани.
18 июня 1922 года митрополитом Казанским и Свияжским Кириллом (Смирновым) рукоположён в сан священника. В том же году пострижен в монашество с именем Палладий.
В сентябре 1924 года по благословению Патриарха Тихона возведён в сан архимандрита и назначен исполняющим обязанности настоятеля Иоанно-Предтеченского монастыря города Казани.
1 июня 1926 года Заместителем Патриаршего Местоблюстителя митрополитом Сергием назначен настоятелем Кизического Введенского монастыря близ Казани.
14 декабря 1930 года в Казани хиротонисан во епископа Елабужского, викария Казанской епархии. Хиротонию совершали: архиепископ Казанский и Свияжский Афанасий (Малинин) и епископ Мамадышский Ириней (Шульмин), викарий Казанской епархии.
24 августа 1933 года назначен епископом Ржевским, викарием Калининской епархии.
31 марта 1936 года назначен епископом Олонецким и Петрозаводским. Вскоре возвращён на Ржевскую кафедру.
10 декабря 1937 года назначен епископом Калининским.
29 октября 1938 года возведён в сан архиепископа.
В августе 1939 года сотрудники НКВД провели аресты в Твери, был арестован и епископ Палладий. Отправлен в лагерь. 15 августа 1947 года освобождён.
29 октября 1947 года назначен архиепископом Семипалатинским и Павлодарским.
В сентябре 1948 года назначен временно управляющим Омской епархией. 18 ноября того же года назначен архиепископом Омским и Тюменским.
21 февраля 1949 года назначен архиепископом Иркутским и Читинским.
9 июня того же года ему было поручено временное управление Хабаровской епархией. С тех пор вплоть до 1988 года Хабаровская епархия временно управлялась Иркуткими епископами.
По словам архиепископа Анатолия (Кузнецова) «Я помню, каким Владыка Палладий приехал после лагеря: кожа да кости! Это страшно, что он пережил, не дай Бог попасть туда! <…> Владыка после своей каторги, конечно, хотел показать, что он не враг советской власти. <…> Но, даже будучи правящим архиереем, он оставался безвыездным, потому что судимость с него не сняли. <…> Он старался выстроить отношения с иркутским уполномоченным так, чтобы не казаться ему противником и „религиозным фанатиком“, чтобы защитить епархиальное духовенство, служащих от всяких нападок и обеспечить нормальную церковную жизнь. Он делал в этом отношении, что было возможно, и ему это удавалось. В конце концов, он нашел дорогу к нормальным отношениям с уполномоченным Житовым, и тот даже ходатайствовал за Владыку о снятии с него судимости». В итоге судимость была снята.
25 февраля 1951 года награждён правом ношения креста на клобуке.
В марте 1953 году в составе делегации Русской православной церкви стоял в почетном карауле у гроба И. В. Сталина.
20 февраля 1958 года назначен архиепископом Саратовским и Вольским.
С 12 сентября 1959 по 22 марта 1960 года временно управлял Куйбышевской епархией, к которой к тому времени была присоединена Ульяновская епархия. В течение временного управления архиепископом Палладием данной епархией завершилась интеграция Ульяновской епархии в Куйбышевскую на правах благочиния, хотя формально она и не упразднялась.
29 мая 1963 года назначен архиепископом Орловским и Брянским.
11 мая 1963 награждён орденом святого князя Владимира I степени.
25 февраля 1968 года возведён в сан митрополита.
10 апреля 1970 года участвовал в заседании Священного Синода, обсуждавшего вопрос о даровании автокефалии Североамериканской митрополии. В том же году возглавил делегацию Русской Православной Церкви при поездке в Польшу на интронизацию митрополита Варшавского и всей Польши Василия.
1 декабря 1970 года в связи с 40-летием архиерейского служения награждён правом ношения двух панагий.
С 6 января 1976 года митрополит Палладий находился в больнице. Скончался 23 апреля 1976 года после продолжительной и тяжелой болезни. Погребен на центральном Крестительском кладбище Орла.
В 2013 году личный архив архиепископа Палладия вместе с другими документами епархии были переданы в Государственный архив Орловской области. В феврале 2017 года завершена его опись.

## Публикации
- Приветственное слово новоизбранному Патриарху [2 июня 1971 года] // Журнал Московской Патриархии. 1971. — № 8. — С. 47-48.
- Письмо священнику, собиравшемуся перейти в обновленчество // Мученики, исповедники и подвижники благочестия Русской Православной Церкви ХХ столетия. Жизнеописания и материалы к ним. Кн. 3. — Тверь, 1999. — С. 598—603